# Marat Safin
Marat Safin (* 27. ledna 1980) je bývalý profesionální ruský tenista tatarské národnosti. Nejlepších výsledků dosáhl v roce 2000, kdy mu díky sedmi turnajovým vítězstvím patřilo v listopadu a prosinci 1. místo na žebříčku ATP. Jeho mladší sestra Dinara Safina byla světovou jedničkou na žebříčku WTA.
Za svou kariéru vyhrál dva grandslamové turnaje, pět turnajů ATP Masters Series a osm turnajů ATP Tour.
Dne 11. listopadu 2009 se Marat Safin rozloučil se svou kariérou na turnaji BNP Paribas Masters. Ve druhém kole nestačil na Argentince Juana Martína del Potra a prohrál 4–6, 7–5, 4–6.

## Finále na Grand Slamu

### Mužská dvouhra: 4 (2–2)
| Stav      | rok  | turnaj          | povrch | soupeř ve finále | výsledek                |
| --------- | ---- | --------------- | ------ | ---------------- | ----------------------- |
| Vítěz     | 2000 | US Open         | tvrdý  | Pete Sampras     | 6–4, 6–3, 6–3           |
| Finalista | 2002 | Australian Open | tvrdý  | Thomas Johansson | 6–3, 4–6, 4–6, 6–7(4–7) |
| Finalista | 2004 | Australian Open | tvrdý  | Roger Federer    | 6–7(3–7), 4–6, 2–6      |
| Vítěz     | 2005 | Australian Open | tvrdý  | Lleyton Hewitt   | 1–6, 6–3, 6–4, 6–4      |

## Finálové účasti na turnajích ATP (33)

### Dvouhra - výhry (15)
| Legenda                                                       |
| Grand Slam (2)                                                |
| ATP Masters Series / ATP World Tour Masters 1000 (5)          |
| ATP International Series Gold / ATP World Tour 500 Series (1) |
| ATP International Series / ATP World Tour 250 Series (7)      |

| Tituly dle povrchu |
| Tvrdý (10)         |
| Antuka (2)         |
| Tráva (0)          |
| Koberec (3)        |

| Č.  | Datum             | Turnaj                     | Povrch  | Soupeř ve finále    | Výsledek                   |
| 1.  | 29. srpen 1999    | Boston, USA                | tvrdý   | Greg Rusedski       | 6-4, 7-611                 |
| 2.  | 30. duben 2000    | Barcelona, Španělsko       | antuka  | Juan Carlos Ferrero | 6-3, 6-3, 6-4              |
| 3.  | 7. květen 2000    | Mallorca, Španělsko        | antuka  | Mikael Tillström    | 6-4, 6-3                   |
| 4.  | 6. srpen 2000     | Toronto, Kanada            | tvrdý   | Harel Levy          | 6-2, 6-3                   |
| 5.  | 9. září 2000      | US Open, USA               | tvrdý   | Pete Sampras        | 6-4, 6-3, 6-3              |
| 6.  | 17. září 2000     | Taškent, Uzbekistán        | tvrdý   | Davide Sanguinetti  | 6-3, 6-4                   |
| 7.  | 11. listopad 2000 | Petrohrad, Rusko           | tvrdý   | Dominik Hrbatý      | 2-6, 6-4, 6-4              |
| 8.  | 19. listopad 2000 | Paříž, Francie             | koberec | Mark Philippoussis  | 3-6, 7-67, 6-4, 3-6, 7-610 |
| 9.  | 15. září 2001     | Taškent, Uzbekistán        | tvrdý   | Jevgenij Kafelnikov | 6-2, 6-2                   |
| 10. | 27. říjen 2001    | Petrohrad, Rusko           | tvrdý   | Rainer Schüttler    | 3-6, 6-3, 6-3              |
| 11. | 3. listopad 2002  | Paříž, Francie             | koberec | Lleyton Hewitt      | 7-64, 6-0, 6-4             |
| 12. | 19. září 2004     | Peking, Čína               | tvrdý   | Michail Južnyj      | 7-64, 7-5                  |
| 13. | 24. říjen 2004    | Madrid, Španělsko          | tvrdý   | David Nalbandian    | 6-2, 6-4, 6-3              |
| 14. | 7. listopad 2004  | Paříž, Francie             | koberec | Radek Štěpánek      | 6-3, 7-65, 6-3             |
| 15. | 30. leden 2005    | Australian Open, Austrálie | tvrdý   | Lleyton Hewitt      | 1-6, 6-3, 6-4, 6-4         |

### Dvouhra - prohry (12)
| Legenda                                                       |
| Grand Slam (2)                                                |
| ATP Masters Series / ATP World Tour Masters 1000 (3)          |
| ATP International Series Gold / ATP World Tour 500 Series (3) |
| ATP International Series / ATP World Tour 250 Series (4)      |

| Tituly dle povrchu |
| Tvrdý (6)          |
| Antuka (4)         |
| Tráva (1)          |
| Koberec (1)        |

| Č.  | Datum            | Turnaj                     | Povrch  | Vítěz               | Výsledek                 |
| 1.  | 7. listopad 1999 | Paříž, Francie             | koberec | Andre Agassi        | 7-61, 6-2, 4-6, 6-4      |
| 2.  | 21. květen 2000  | Hamburk, Německo           | antuka  | Gustavo Kuerten     | 6-4, 5-7, 6-4, 5-7, 7-63 |
| 3.  | 20. srpen 2000   | Indianapolis, USA          | tvrdý   | Gustavo Kuerten     | 3-6, 7-62, 7-62          |
| 4.  | 3. březen 2001   | Dubaj, SAE                 | tvrdý   | Juan Carlos Ferrero | 6-2, 3-1 skreč           |
| 5.  | 26. leden 2002   | Australian Open, Austrálie | tvrdý   | Thomas Johansson    | 3-6, 6-4, 6-4, 7-64      |
| 6.  | 19. květen 2002  | Hamburk, Německo           | antuka  | Roger Federer       | 6-1, 6-3, 6-4            |
| 7.  | 27. duben 2003   | Barcelona, Španělsko       | antuka  | Carlos Moyà         | 5-7, 6-2, 6-2, 3-0 skreč |
| 8.  | 31. leden 2004   | Australian Open, Austrálie | tvrdý   | Roger Federer       | 7-63, 6-4, 6-2           |
| 9.  | 18. duben 2004   | Estoril, Portugalsko       | antuka  | Juan Ignacio Chela  | 6-72, 6-3, 6-3           |
| 10. | 12. červen 2005  | Halle, Německo             | tráva   | Roger Federer       | 6-4, 6-76, 6-4           |
| 11. | 15. říjen 2006   | Moskva, Rusko              | koberec | Nikolaj Davyděnko   | 6-4, 5-7, 6-4            |
| 12. | 12. říjen 2008   | Moskva, Rusko              | koberec | Igor Kunicyn        | 7-66, 6-74, 6-3          |

### Čtyřhra - výhry (2)
| Legenda                                                  |
| ATP International Series / ATP World Tour 250 Series (2) |

| Č. | Datum             | Turnaj            | Povrch | Partner          | Soupeři ve finále         | Výsledek  |
| 1. | 15. červenec 2001 | Gstaad, Švýcarsko | antuka | Roger Federer    | Michael Hill Jeff Tarango | 0-1 skreč |
| 2. | 14. říjen 2007    | Moskva, Rusko     | tvrdý  | Dmitrij Tursunov | Tomáš Cibulec Lovro Zovko | 6-4, 6-2  |

### Čtyřhra - prohry (4)
| Legenda                                                  |
| ATP International Series / ATP World Tour 250 Series (4) |

| Č. | Datum             | Turnaj           | Povrch  | Partner           | Vítězové                            | Výsledek       |
| 1. | 13. listopad 1999 | Moskva, Rusko    | koberec | Andrej Medveděv   | Justin Gimelstob Daniel Vacek       | 6-2, 6-1       |
| 2. | 27. říjen 2001    | Petrohrad, Rusko | tvrdý   | Irakli Labadze    | Denis Golovanov Jevgenij Kafelnikov | 7-5, 6-4       |
| 3. | 27. říjen 2002    | Petrohrad, Rusko | tvrdý   | Irakli Labadze    | David Adams Jared Palmer            | 7-610, 6-3     |
| 4. | 12. červen 2005   | Halle, Německo   | tráva   | Joachim Johansson | Yves Allegro Roger Federer          | 7-5, 6-76, 6-3 |

## Davisův pohár
Marat Safin se zúčastnil 8 zápasů v Davisově poháru za tým Ruska s bilancí 21-15 ve dvouhře a 10-6 ve čtyřhře.

## Postavení na žebříčku ATP na konci sezóny

### Dvouhra
| Rok    | 1996 | 1997   | 1998  | 1999  | 2000 | 2001  | 2002 | 2003  | 2004 | 2005  | 2006  | 2007  | 2008  |
| Pořadí | 441. | ▲ 194. | ▲ 48. | ▲ 24. | ▲ 2. | ▼ 11. | ▲ 3. | ▼ 77. | ▲ 4. | ▼ 13. | ▼ 26. | ▼ 56. | ▲ 29. |

### Čtyřhra
| Rok    | 1997 | 1998   | 1999   | 2000   | 2001  | 2002   | 2003   | 2004   | 2005   | 2006   | 2007   | 2008   |
| Pořadí | 406. | ▼ 461. | ▲ 108. | ▬ 108. | ▲ 86. | ▼ 107. | ▼ 277. | ▲ 165. | ▼ 265. | ▲ 128. | ▼ 173. | ▼ 310. |